# 11 Puppis
11 Puppis (11 Pup / j Puppis / HD 65228 / HR 3102) es una estrella en la constelación de Puppis, la popa del Argo Navis.
Duodécima en brillo entre las estrellas de su constelación, su magnitud aparente es +4,20. 
Se encuentra a unos 500 años luz del sistema solar.
11 Puppis es una gigante luminosa blanco-amarilla de tipo espectral F7/F8 II con una temperatura superficial de 5932 K.
Aunque las gigantes de tipo K y G-tardío son abundantes, las de tipo F —más calientes— no lo son tanto; 25 Monocerotis o ρ Puppis pertenecen a esta clase, pero 11 Puppis es claramente más luminosa que cualquiera de ellas.
11 Puppis brilla con una luminosidad 457 veces superior a la del Sol y 20 veces superior a la de ρ Puppis.
Tiene un radio 24 veces más grande que el radio solar y es una estrella masiva de 4,2 masas solares con una edad aproximada de 145 millones de años.
No existe unanimidad en lo referente a la metalicidad —abundancia relativa de elementos más pesados que el helio— de 11 Puppis; un estudio señala una metalicidad igual a la solar, mientras que otro trabajo señala un contenido metálico tres veces mayor que el de nuestra estrella.
Esta estrella no debe ser confundida con HD 64760, conocida también como J Puppis.